# Krivaja, Blace
Krivaja (izvirno srbsko Криваја) je naselje v Srbiji, ki upravno spada pod Občino Blace; slednja pa je del Topliškega upravnega okraja.

## Demografija
V naselju živi 144 polnoletnih prebivalcev, pri čemer je njihova povprečna starost 50,9 let (45,7 pri moških in 56,1 pri ženskah). Naselje ima 75 gospodinjstev, pri čemer je povprečno število članov na gospodinjstvo 2,31.
To naselje je, glede na rezultate popisa iz leta 2002, večinoma srbsko, a v času zadnjih treh popisov je opazno zmanjšanje števila prebivalcev.
|  |

| Demografija | Demografija     | Demografija     |
| Leto        | Št. prebivalcev | Št. prebivalcev |
| ----------- | --------------- | --------------- |
|             |                 |                 |
|             |                 |                 |
|             |                 |                 |
|             |                 |                 |
| 1948        | 533             |                 |
| 1953        | 532             |                 |
| 1961        | 437             |                 |
| 1971        | 387             |                 |
| 1981        | 267             |                 |
| 1991        | 220             | 212             |
| 2002        | 179             | 173             |
|             |                 |                 |

| Etnična sestava po popisu iz leta 2002 | Etnična sestava po popisu iz leta 2002 | Etnična sestava po popisu iz leta 2002 | Etnična sestava po popisu iz leta 2002 | Etnična sestava po popisu iz leta 2002 |
| -------------------------------------- | -------------------------------------- | -------------------------------------- | -------------------------------------- | -------------------------------------- |
| Srbi                                   | Srbi                                   |                                        | 172                                    | 99,42%                                 |
| Makedonci                              | Makedonci                              |                                        | 1                                      | 0,57%                                  |
| Neznano                                | Neznano                                |                                        | 0                                      | 0,0%                                   |